# Lühesperrwerk

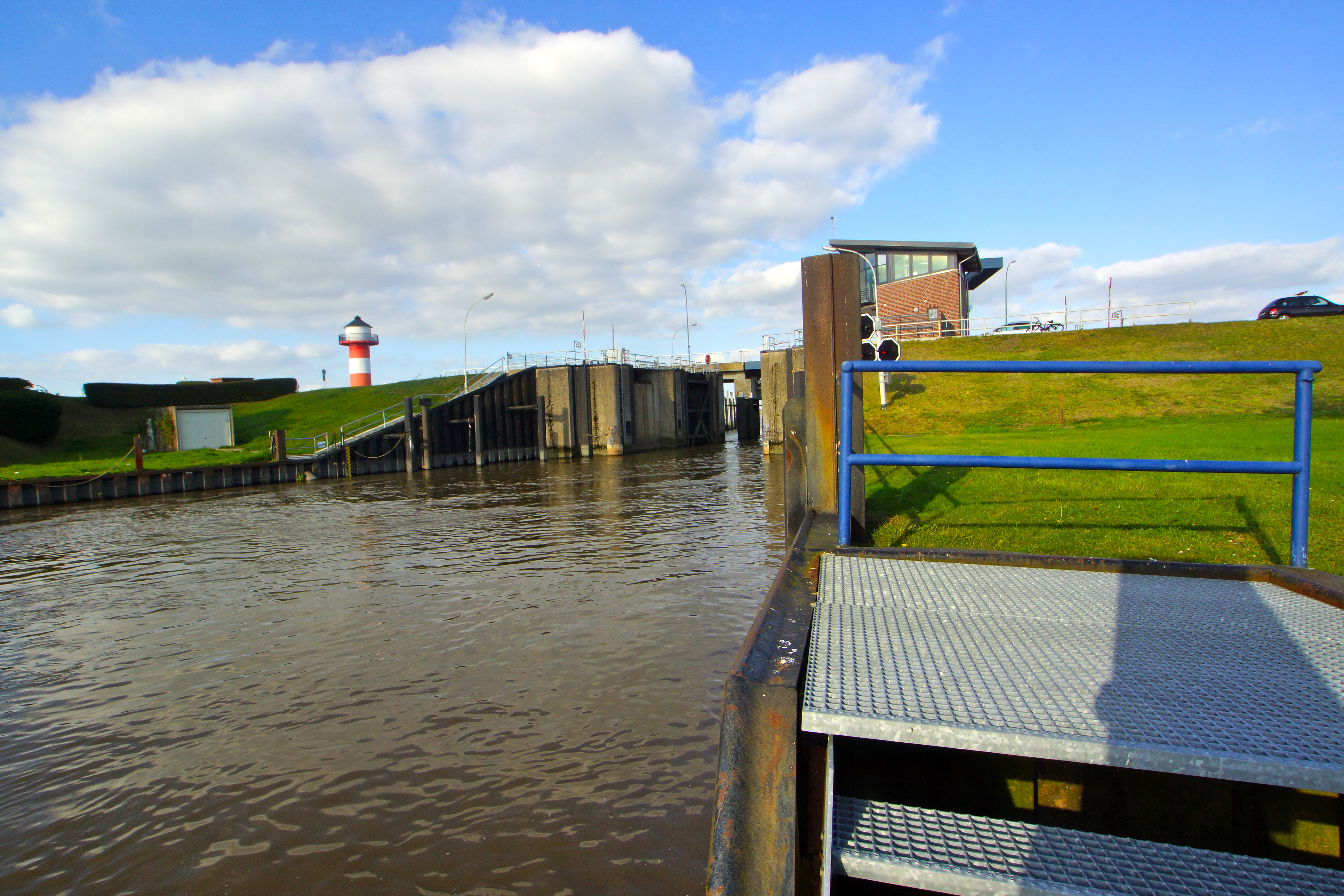
Lühesperrwerk

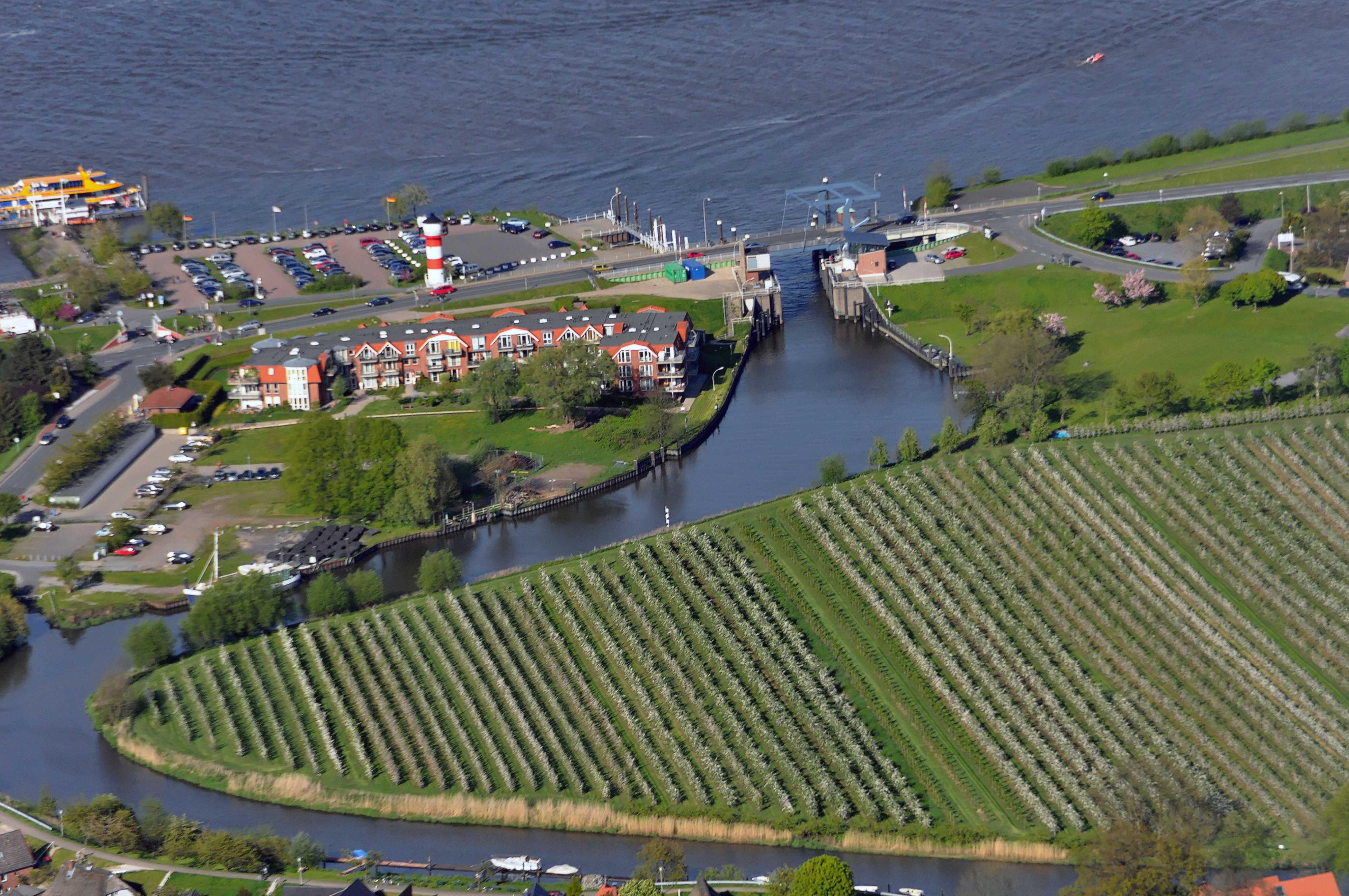
Lühesperrwerk von oben

Das Lühesperrwerk ist ein Sperrwerk an der Mündung der Lühe in die Elbe. Das in der Gemeinde Grünendeich westlich von Hamburg liegende Sperrwerk ist Teil eines Hochwasserschutzkonzeptes an der von den Gezeiten beeinflussten Unterelbe von der Staustufe Geesthacht bis zur Mündung des Flusses in die Nordsee, das infolge der schweren Sturmflut im Februar 1962 entwickelt wurde. 
Das Sperrwerk wurde von 1964 bis 1967 erbaut und 1968 in Betrieb genommen. Es schützt die entlang des Flusses im Alten Land liegenden Ortschaften.
Das Bauwerk hat eine Tiefe von 23,45 m. Die Schifffahrtsöffnung hat eine lichte Breite von 10 m. Sie kann durch zwei zweiteilige Stemmtore verschlossen werden. Die Drempeltiefe beträgt 4 m unter NN, die Oberkante der Stemmtore liegt 7,60 m über NN. Geschlossen wird das Sperrwerk bei Sturmflut ab einem Wasserstand von 2,20 m über NN. Über dem Sperrwerk befindet sich eine Klappbrücke, die 1982 vom Landkreis Stade erbaut wurde und eine vorher genutzte Rollbrücke ersetzte.
Betrieben wird das Sperrwerk von der Betriebsstelle Stade des Niedersächsischen Landesbetriebs für Wasserwirtschaft, Küsten- und Naturschutz (NLWKN). Die Brücke über das Sperrwerk gehört dem Landkreis Stade.